# Тимашев, Алексей Иванович
Тимашев Алексей Иванович (около 1751—после 1823) — офицер Российского императорского флота, участник Русско-шведской войны (1788—1790), Ревельского сражения, Выборгского морского сражения. Георгиевский кавалер, генерал-лейтенант флота, награждён золотой шпагой с надписью «за храбрость».

## Биография
Алексей Иванович Тимашев происходил из дворянского рода Тимашевых Калужской губернии. Родился около 1751 года.
14 марта 1765 года поступил в Морской корпус кадетом. 15 мая 1766 года произведён в гардемарины. В 1766—1768 годах проходил корабельную практику на судах Балтийского флота, плавал в Финском заливе. 22 апреля 1767 года произведён в кадетские подпрапорщики. 29 апреля 1768 года, после окончания Морского корпуса, произведён в мичманы и переведён на Донскую флотилию.
В 1768—1778 годах плавал в Азовском и Чёрном морях. 30 сентября 1772 года произведён в лейтенанты. В 1774 году назначен командиром бота «Миус». В 1775 году командовал галиотом «Осёл», который использовался для грузовых перевозок между портами Чёрного и Азовского морей. В 1776 году командуя шхуной «Победослав Дунайский» совершил плавание из Керчи в Константинополь, при возвращении шхуна вмёрзла в лёд у Петровской крепости и всю зиму была вынуждена дрейфовать в Азовском море.
В 1778 году переведён из Таганрога в Кронштадт, на 66-пушечном линейном корабле «Дерись», в составе практической эскадры контр-адмирала И. Я. Барша, плавал у Красной горки. 2 января 1779 года произведён в капитан-лейтенанты. Командуя пинком «Кола» доставил из Кронштадта в Архангельск материалы для строящихся судов. Принимал участие в «вооружённом нейтралитете». В 1780 году, на том же пинке, отправился из Архангельска в Кронштадт, но из-за повреждения судна, зимовал в Бергене. В 1781 году, после ремонта, перешёл из Бергена в Кронштадт. В 1782—1784 годах на 66-пушечном линейном корабле «Давид Селунский», в составе эскадры вице-адмирала В. Я. Чичагова, плавал от Кронштадта до Ливорно и обратно. 1 января 1784 года произведён в капитаны 2 ранга. В 1786 году командовал 74-пушечным линейным кораблём «Святой Иоанн Богослов», находился в практических плаваниях в Балтийском море.

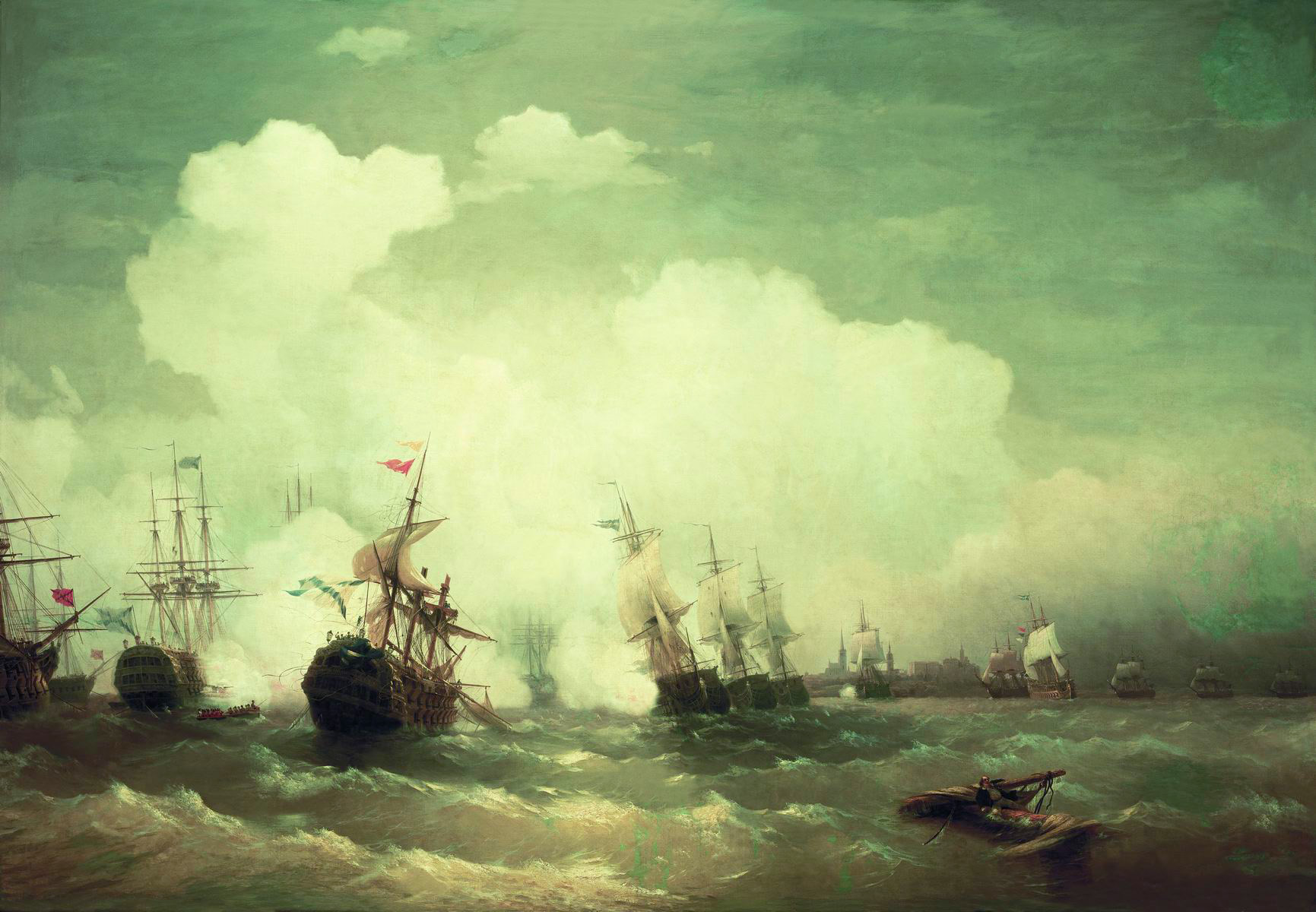
Айвазовский, Иван Константинович. «Морское сражение при Ревеле»

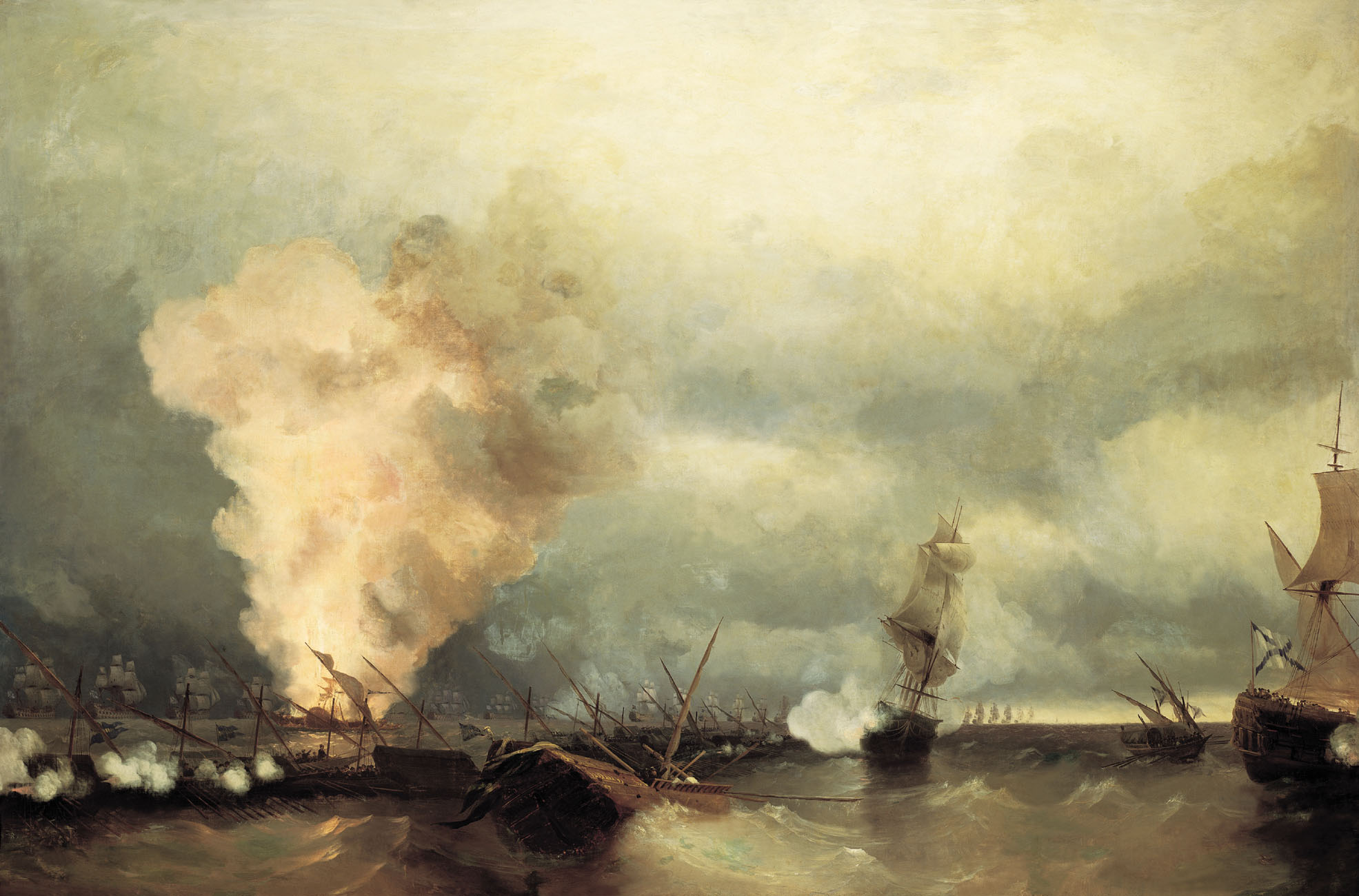
Айвазовский, Иван Константинович. «Морское сражение при Выборге»

Участник Русско-шведской войны 1788—1790 годов. В 1788 году командуя 66-пушечным кораблем «Победоносец», плавал с флотом в Финском заливе, в 1789 году перешёл из Кронштадта в Копенгаген и обратно. 14 апреля 1789 года произведён в капитаны 1 ранга. 2 мая 1790 года, командуя тем же кораблём, участвовал в Ревельском сражении, был награжден золотой шпагой с надписью «за храбрость». 25 мая в составе эскадры адмирала В. С. Чичагова подошёл к острову Сескар, из-под которого русские суда принудили удалиться в глубь Выборгской бухты шведскую эскадру герцога Зюдерманландского. 22 июня участвовал в Выборгском сражении. Экипажу корабля «Победоносец» под командованием А. И. Тимашева, сдался шведский 56-пушечный линейный корабль «Финланд» (швед. Finland — «Финляндия») с 390 человек команды. За отличие 6 июля 1790 года был произведён в капитаны бригадирского ранга и награждён орденом Святого Владимира 4-й степени. 26 ноября 1791 года «за совершение 18 кампаний в офицерских чинах» награждён орденом Святого Георгия 4 класса (№ 848). 2 марта 1794 года вышел в отставку с чином контр-адмирала.
С 1794 по 1798 год был Серпуховским уездным предводителем дворянства. Вновь принят на службу первоприсутствующим кронштадтской контрольной экспедиции. 9 декабря 1803 года произведён в генерал-лейтенанты. В 1805 году уволен от службы с причислением к Герольдии. Затем вновь вернулся на военную службу, уволен от службы 13 мая 1809 года.
В 1770-х годах был принят в масоны, имел 3-ю степень ордена «почтенной ложи Св. Иоанна под особливым именем Нептуна на востоке Кронштадта», учрежденной основателем ложи великим мастером капитаном 1 ранга Алексеем Григорьевичем Спиридовым.
Умер Алексей Иванович Тимашев после 1823 года.

## Семья
Алексей Иванович Тимашев происходил из семьи военных.
- Дед — Савва Алексеевич Тимашев (ок. 1670-после 1731) был призван в 1696 году на военную службу «по жилецкому списку». Участвовал в сражениях и военных походах Петра I, в 1726—1731 годах полковник, командовал Драгунским Кропотовым (с 1727 года — Рижским) полком.
- Отец — Иван Саввич Тимашев (рожд. 1729) гвардии капрал в отставке с 7 мая 1750 года. Владел деревнями в Лихвенском, Алаторском и Михайловском уездах. По состоянию на 1761 год за ним числилось 200 душ крестьян[1][20].
- Брат — Василий (ок. 1750—1770) — военный моряк, мичман, погиб 24 июля 1770 года при взрыве корабля «Евстафий Плакида» в Хиосском сражении[1].
- Сестра — Евдокия, была замужем за инженер-прапорщиком Петром Тимофеевичем Берингом, работал в верхнем земском суде Курского наместничества. Их сын Тимашев-Беринг, Алексей Александрович (1812—1872) — московский обер-полицмейстер и вице-губернатор[21].
- Сестра — Анастасия, была замужем за секунд-майором, а впоследствии судьёй Болховского уездного суда Василием Яковлевичем Жедринским[22][23].

Алексей Иванович Тимашев был женат дважды. В первом браке с Варварой Ивановной (1765—1787, урожд. княгиня Мещерская) и во втором браке с Натальей Тимашевой детей не было.